# Smita robusta
Smita robusta är en insektsart som beskrevs av Irena Dworakowska 1993. Smita robusta ingår i släktet Smita och familjen dvärgstritar.
Artens utbredningsområde är Thailand. Inga underarter finns listade i Catalogue of Life.